# Alfred Cheetham
Alfred Buchanan Cheetham (Liverpool, 6 maggio 1867 – Mar del Nord, 22 agosto 1918) è stato un esploratore, marinaio e militare britannico.

## Primi anni
Nato a Liverpool, Inghilterra nel 1867 si trasferisce (probabilmente intorno 1877) con la famiglia a Kingston upon Hull dove lavora prima come pescatore nel mare del Nord e poi come nostromo in una nave mercantile. Allo stesso tempo è riservista nella Royal Navy.

## In Antartide
Cheetham effettua la sua prima visita in Antartide durante la spedizione Discovery, a bordo della Morning. Tornato durante la spedizione Terra Nova sotto il comando di Robert Falcon Scott, è nostromo a bordo della Terra Nova, e si offre volontario per la spedizione di ricerca del disperso Scott.
Tornato nuovamente in Antartide con la spedizione Nimrod di Ernest Shackleton, ricopre il ruolo di terzo ufficiale. All'epoca della spedizione Endurance il quarantasettenne Cheetham era il membro della missione con più esperienza antartica avendo trascorso quasi sei anni nel continente.
Terzo ufficiale a bordo dell'Endurance, Cheetham era assai popolare tra i membri dell'equipaggio. Frank Worsley lo definisce "un pirata fino alla punta di piedi" (a pirate to his fingertips). Dopo il naufragio della nave raggiunge grazie alla scialuppa Dudley Docker comandata da Worsley l'isola Elephant, dove attende l'arrivo dei soccorsi. Worsley scrive che i fiammiferi erano diventati così preziosi tra i naufraghi, che Cheetham era arrivato a comprarne uno al prezzo di una bottiglia di champagne, da pagarsi al ritorno in un pub di Kingston upon Hull.

## Dopo l'Antartide
Tornato in Inghilterra in piena prima guerra mondiale, apprende che uno dei suoi tredici figli, William Alfred, risulta essere disperso in mare, probabilmente affondato con la S.S. Adriatic. Cheetham si dimette dalla marina mercantile e si imbarca come secondo ufficiale sulla S.S. Prunelle. Il 22 agosto 1918 muore nel naufragio della nave affondata da un siluro lanciato da un U-Boot tedesco.
Per i suoi meriti durante la missione Endurance, Cheetham venne insignito della medaglia antartica d'argento.